# جايسون ألين (دراج)
جايسون ألين (بالإنجليزية: Jason Allen) هو دراج نيوزيلندي، ولد في 17 أغسطس 1981 في بلنهيم في نيوزيلندا.

## وصلات خارجية
- جايسون ألين على موقع الاتحاد الدولي للدراجات (الإنجليزية)
- جايسون ألين على موقع أرشيف الدراجات (الإنجليزية)
- جايسون ألين على موقع إحصائيات الدراجات الإحترافية (الإنجليزية)
- جايسون ألين على موقع نسبة الدراجات (الإنجليزية)